# Jean Pierre Jeandat
Jean Pierre Jeandat (Reims, 9 marzo 1970) è un pilota motociclistico francese ritiratosi dall'attività agonistica.

## Carriera
Nel 1989 gareggia nel campionato europeo classe 125, raccoglie 41 punti classificandosi al decimo posto; la stagione successiva conquista due piazzamenti a podio e chiude tredicesimo nella classe 250. Per quanto riguarda le gare del motomondiale ha preso parte alle competizioni dal 1989 al 1996 gareggiando in varie classi senza conquistare alcun piazzamento sul podio.
Il suo esordio, quale wild card, avviene in occasione del Gran Premio motociclistico di Francia della classe 125 dove conquista anche i suoi primi punti nella classifica generale. La sua prima stagione completa è stata quella del 1991 dove gareggia in 250 in sella ad una Honda RS 250 R del team Tech 3 Rothmans. In questa annata ottiene i risultati migliori in carriera, conquistando 59 punti in classifica generale e piazzandosi al 12º posto finale.
Il passaggio alla classe regina della 500 avviene nel 1994 a bordo di una ROC Yamaha, per poi competere anche i due anni successivi a bordo di una Paton. Nel 1997 partecipa all'edizione inaugurale del campionato mondiale Supersport ottenendo sei punti.
Nel 1999 partecipa al campionato mondiale Superbike con una Honda RC45 del team White Endurance. Prende parte solo a otto prove in calendario (16 gare) senza ottenere punti utili per la classifica piloti.

## Risultati in gara

### Motomondiale
| 1989 | Classe | Moto  |  |  |  |  |  |  |  |  |  |  |    |  |  |  |  | Punti | Pos. |
| ---- | ------ | ----- |  |  |  |  |  |  |  |  |  |  | -- |  |  |  |  | ----- | ---- |
| 1989 | 125    | Honda |  |  |  |  |  |  |  |  |  |  | 13 |  |  |  |  | 3     | 38º  |

| 1990 | Classe | Moto  |  |  |  |  |  |  |  |  |  |    |  |  |  |    |  | Punti | Pos. |
| ---- | ------ | ----- |  |  |  |  |  |  |  |  |  | -- |  |  |  | -- |  | ----- | ---- |
| 1990 | 250    | Honda |  |  |  |  |  |  |  |  |  | 12 |  |  |  | 17 |  | 4     | 34º  |

| 1991 | Classe | Moto  |    |    |    |    |    |    |     |    |    |    |   |    |    |   |   | Punti | Pos. |
| ---- | ------ | ----- | -- | -- | -- | -- | -- | -- | --- | -- | -- | -- | - | -- | -- | - | - | ----- | ---- |
| 1991 | 250    | Honda | 18 | 11 | 11 | 12 | 11 | 14 | Rit | 14 | 10 | 14 | 9 | 18 | 10 | 8 | 9 | 59    | 12º  |

| 1992 | Classe | Moto            |    |    |     |    |    |    |    |    |  |    |  |  |  |  |  | Punti | Pos. |
| ---- | ------ | --------------- | -- | -- | --- | -- | -- | -- | -- | -- |  | -- |  |  |  |  |  | ----- | ---- |
| 1992 | 250    | Aprilia e Honda | 15 | 17 | Rit | 23 | 26 | 19 | 22 | 18 |  | NP |  |  |  |  |  | 1     | 26º  |

| 1993 | Classe | Moto    |    |    |  |    |    |     |     |    |     |    |  |     |    |    |  | Punti | Pos. |
| ---- | ------ | ------- | -- | -- |  | -- | -- | --- | --- | -- | --- | -- |  | --- | -- | -- |  | ----- | ---- |
| 1993 | 250    | Aprilia | 18 | NP |  | NP | 19 | Rit | Rit | 15 | Rit | 20 |  | Rit | 21 | 22 |  | 1     | 32º  |

| 1994 | Classe | Moto       |    |    |    |    |    |     |    |    |     |    |    |    |     |    |  | Punti | Pos. |
| ---- | ------ | ---------- | -- | -- | -- | -- | -- | --- | -- | -- | --- | -- | -- | -- | --- | -- |  | ----- | ---- |
| 1994 | 500    | ROC Yamaha | 18 | 16 | 21 | 14 | 13 | Rit | 11 | 11 | Rit | NP | 16 | 14 | Rit | 17 |  | 17    | 19º  |

| 1995 | Classe | Moto  |     |    |    |     |    |     |     |     |    |  |     |     |     |  |  | Punti | Pos. |
| ---- | ------ | ----- | --- | -- | -- | --- | -- | --- | --- | --- | -- |  | --- | --- | --- |  |  | ----- | ---- |
| 1995 | 500    | Paton | Rit | 19 | 20 | Rit | 15 | Rit | Rit | Rit | NP |  | Rit | Rit | Rit |  |  | 1     | 32º  |

| 1996 | Classe | Moto  |    |    |     |    |     |     |    |  |     |    |    |    |    |  |  | Punti | Pos. |
| ---- | ------ | ----- | -- | -- | --- | -- | --- | --- | -- |  | --- | -- | -- | -- | -- |  |  | ----- | ---- |
| 1996 | 500    | Paton | 16 | NP | Rit | 18 | Rit | Rit | NP |  | Rit | 21 | 22 | 17 | NP |  |  | 0     |      |

| Legenda | 1º posto        | 2º posto            | 3º posto            | A punti      | Senza punti        | Grassetto – Pole position Corsivo – Giro più veloce |
| Legenda | Gara non valida | Non qual./Non part. | Ritirato/Non class. | Squalificato | '-' Dato non disp. | Grassetto – Pole position Corsivo – Giro più veloce |

### Campionato mondiale Supersport
| 1997 | Moto   |     |    |     |    |     |     |  |  |  |  |  | Punti | Pos. |
| ---- | ------ | --- | -- | --- | -- | --- | --- |  |  |  |  |  | ----- | ---- |
| 1997 | Ducati | Rit | 13 | Rit | 13 | Rit | Rit |  |  |  |  |  | 6     | 32º  |

| Legenda | 1º posto        | 2º posto            | 3º posto           | A punti      | Senza punti        | Grassetto – Pole position Corsivo – Giro più veloce |
| Legenda | Gara non valida | Non qual./Non part. | Ritirato/Non class | Squalificato | '-' Dato non disp. | Grassetto – Pole position Corsivo – Giro più veloce |

### Campionato mondiale Superbike
| 1999 | Moto  |    |    |     |    |     |    |    |    |    |     |    |     |    |    |  |  |     |     |  |  |  |  |  |  |  |  | Punti | Pos. |
| ---- | ----- | -- | -- | --- | -- | --- | -- | -- | -- | -- | --- | -- | --- | -- | -- |  |  | --- | --- |  |  |  |  |  |  |  |  | ----- | ---- |
| 1999 | Honda | 17 | 16 | Rit | 18 | Rit | 18 | 16 | 16 | 20 | Rit | 18 | Rit | 16 | 16 |  |  | Rit | Rit |  |  |  |  |  |  |  |  | 0     |      |

| Legenda | 1º posto        | 2º posto            | 3º posto           | A punti      | Senza punti        | Grassetto – Pole position Corsivo – Giro più veloce |
| Legenda | Gara non valida | Non qual./Non part. | Ritirato/Non class | Squalificato | '-' Dato non disp. | Grassetto – Pole position Corsivo – Giro più veloce |